# 铁翼雄风
《铁翼雄风》（英語：Wings）是一部於1927年由美国派拉蒙电影公司制作的黑白默片。它是第一部获得奥斯卡最佳影片奖的电影，也是唯一一部获得这个奖项的默片，一直到21世纪时艺术家获得奥斯卡最佳影片奖才打破了这个记录。实际上这部影片一共获得了两个奥斯卡奖：1929年的最佳影片与奥斯卡最佳視覺效果獎。它讲述的是一次世界大战时的两名战斗机飞行员爱上了同一个女人的故事。在当年，它的分级为PG-13。派拉蒙公司在自己100周年庆典时重新发布了这部电影。

## 剧情
影片开始于一个小镇上，镇上的两个年轻人杰克和大卫爱上了同一个女孩西尔维亚，因而两人成了情敌。因为大卫既有钱又帅气，他在这场爱情竞赛中占据了上风。然而杰克却因为坠入爱河而盲目以为自己才是她的意中人，他也因此忽略了暗恋着自己的邻家女孩玛莉。受爱国情怀与冒险精神的驱使，杰克和大卫报名参军，成为了一次世界大战中的飞行员，恰好被分配到了同一个军营。一开始他们由于西尔维亚的关系相互作对，不过后来逐渐成为了朋友。他们一同执行飞行任务，并且互相保护，下了飞机到达地面以后依然如此。同时，玛莉作为一名救护车司机也参加了一次世界大战，杰克因为醉酒没能认出与他相遇的玛莉。大卫在一次空战中坠落，然而他设法偷了一架敌方飞机飞回友军阵地。结果这架飞机被杰克击落，最后杰克回到家乡向大卫的父母请罪，并留在了玛莉身边。

## 演员
- 克拉拉·鲍　饰　玛丽·普雷斯顿
- 巴迪·罗杰斯　饰　杰克·鲍威尔
- 理查德·阿伦　饰　戴维·阿姆斯特朗
- 加里·库珀　饰　学员怀特
- 乔比纳·罗尔斯顿　饰　西尔维娅·刘易斯
- 埃尔·布伦德尔　饰　赫尔曼·施温夫
- 理查德·塔克　饰　空军指挥官
- 甘博特·史密斯　饰　军士
- 罗斯科·卡恩斯　饰　卡梅伦中尉
- 亨利·B·沃索尔　饰　阿姆斯特朗先生
- 朱莉娅·斯韦恩·戈登　饰　阿姆斯特朗太太
- 阿莱特·马沙尔　饰　塞莱斯特
- 赫達·霍珀　饰　鲍威尔太太
- 乔治·欧文　饰　鲍威尔先生